# Eburodacrys crassimana
Eburodacrys crassimana là một loài bọ cánh cứng trong họ Cerambycidae.